# Albanië op het Eurovisiesongfestival 2018

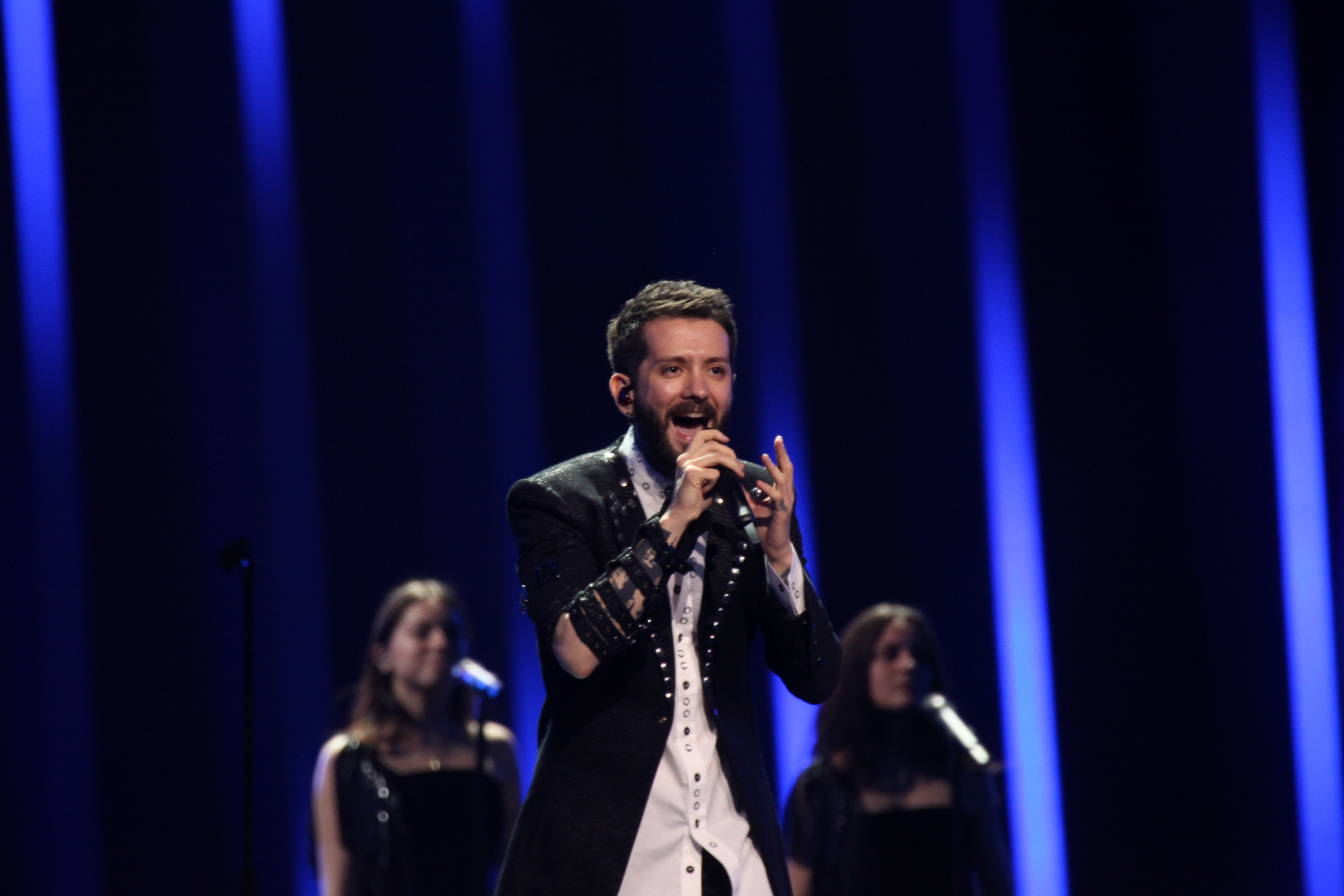
Eugent tijdens zijn optreden in Lissbon.

Albanië nam deel aan het Eurovisiesongfestival 2018 in Lissabon, Portugal. Het was de 15de deelname van het land op het Eurovisiesongfestival. RTSH was verantwoordelijk voor de Albanese bijdrage voor de editie van 2018.

## Selectieprocedure
Naar jaarlijkse gewoonte verliep de Albanese selectie via Festivali i Këngës, dat in december 2017 aan zijn 56ste editie toe was. De inschrijvingen werden geopend op 2 november en werden op 10 november afgesloten. Zowel componisten als artiesten moesten over de Albanese nationaliteit beschikken en alle nummers moesten volledig in het Albanees vertolkt worden, al kon er traditiegetrouw na afloop van Festivali i Këngës beslist worden om het winnende nummer naar het Engels te vertalen voor het Eurovisiesongfestival. Op 15 november werd het deelnemersveld bekendgemaakt. Het festival vond plaats in het Pallati i Kongreseve in de Albanese hoofdstad Tirana. Op donderdag 21 en vrijdag 22 december werden twee halve finales georganiseerd, met telkens elf kandidaten. Daarvan gingen er in totaal veertien door naar de eindstrijd, die zou plaatsvinden op zaterdag 23 december.
Een vakjury bepaalde autonoom wie doorstootte naar de finale en wie uiteindelijk de eindwinnaar werd. De zegepalm ging uiteindelijk naar Eugent Bushpepa, met het nummer Mall.

## Festivali i Këngës 2017

### Eerste halve finale
| Volgorde | Artiest                    | Lied            |
| -------- | -------------------------- | --------------- |
| 1        | Elton Deda                 | Fjalët          |
| 2        | Mariza Ikonomi             | Unë             |
| 3        | Endri & Stefi              | Mesazh          |
| 4        | Evans Rama                 | Gjurmët         |
| 5        | Genc & David Tukiçi        | Të pandarë      |
| 6        | Voltan Prodani             | E pamundur      |
| 7        | Eugent Bushpepa            | Mall            |
| 8        | Rezarta Smaja & Luiz Ejlli | Ra një yll      |
| 9        | Bojken Lako                | Sytë e shpirtit |
| 10       | Manjola Nallbani           | I njëjti qiell  |
| 11       | Redon Makashi              | Ekziston        |

### Tweede halve finale
| Volgorde | Artiest             | Lied            |
| -------- | ------------------- | --------------- |
| 1        | Orgesa Zaimi        | Ngrije zërin    |
| 2        | Denisa Gjezo        | Zemër ku je     |
| 3        | NA & Festina Mezini | Tjetër jetë     |
| 4        | Lorela Sejdini      | Pritëm edhe pak |
| 5        | Artemisa Mithi      | E dua botën     |
| 6        | Ergi Bregu          | Bum bum         |
| 7        | Akullthyesit        | Divorci         |
| 8        | Xhesika Polo        | Përjetë         |
| 9        | Inis Neziri         | Piedestal       |
| 10       | Tiri Gjoci          | Orë e ndalur    |
| 11       | Lynx                | Vonë            |

### Finale
| Volgorde | Artiest                    | Lied            |
| -------- | -------------------------- | --------------- |
| 1        | Redon Makashi              | Ekziston        |
| 2        | NA & Festina Mejzini       | Tjetër jetë     |
| 3        | Voltan Prodani             | E pamundur      |
| 4        | Denisa Gjezo               | Zemër ku je     |
| 5        | Tiri Gjoci                 | Orë e ndalur    |
| 6        | Orgesa Zaimi               | Ngrije zërin    |
| 7        | Rezarta Smaja & Luiz Ejlli | Ra një yll      |
| 8        | Artemisa Mithi             | E dua botën     |
| 9        | Manjola Nallbani           | I njëjti qiell  |
| 10       | Inis Neziri                | Piedestal       |
| 11       | Bojken Lako                | Sytë e shpirtit |
| 12       | Mariza Ikonomi             | Unë             |
| 13       | Eugent Bushpepa            | Mall            |
| 14       | Elton Deda                 | Fjalët          |

## In Lissabon
Albanië wist zich op dinsdag 8 mei 2018 in de eerste halve finale te kwalificeren voor de finale door als achtste te eindigen. In de finale werd Albanië elfde.